# 米增戈·平达
米增戈·卡扬扎·彼得·平达（Mizengo Kayanza Peter Pinda；1948年8月12日—) 坦桑尼亚坦桑尼亚革命党(CCM)政治家，2005年成为卡塔维地区议员，2008年担任坦桑尼亚总理。

## 生平
平达出生于坦桑尼亚西部地区鲁夸区。1974年获得达累斯萨拉姆大学法律学位。
1982年至1992年他担任总统助理私人秘书，1996年至2000年是内阁书记。此后在2000年当选议员，并进入总理府担任总理办公室副主任，分管地区行政和地方政府。2006年被提升为部长级主任。

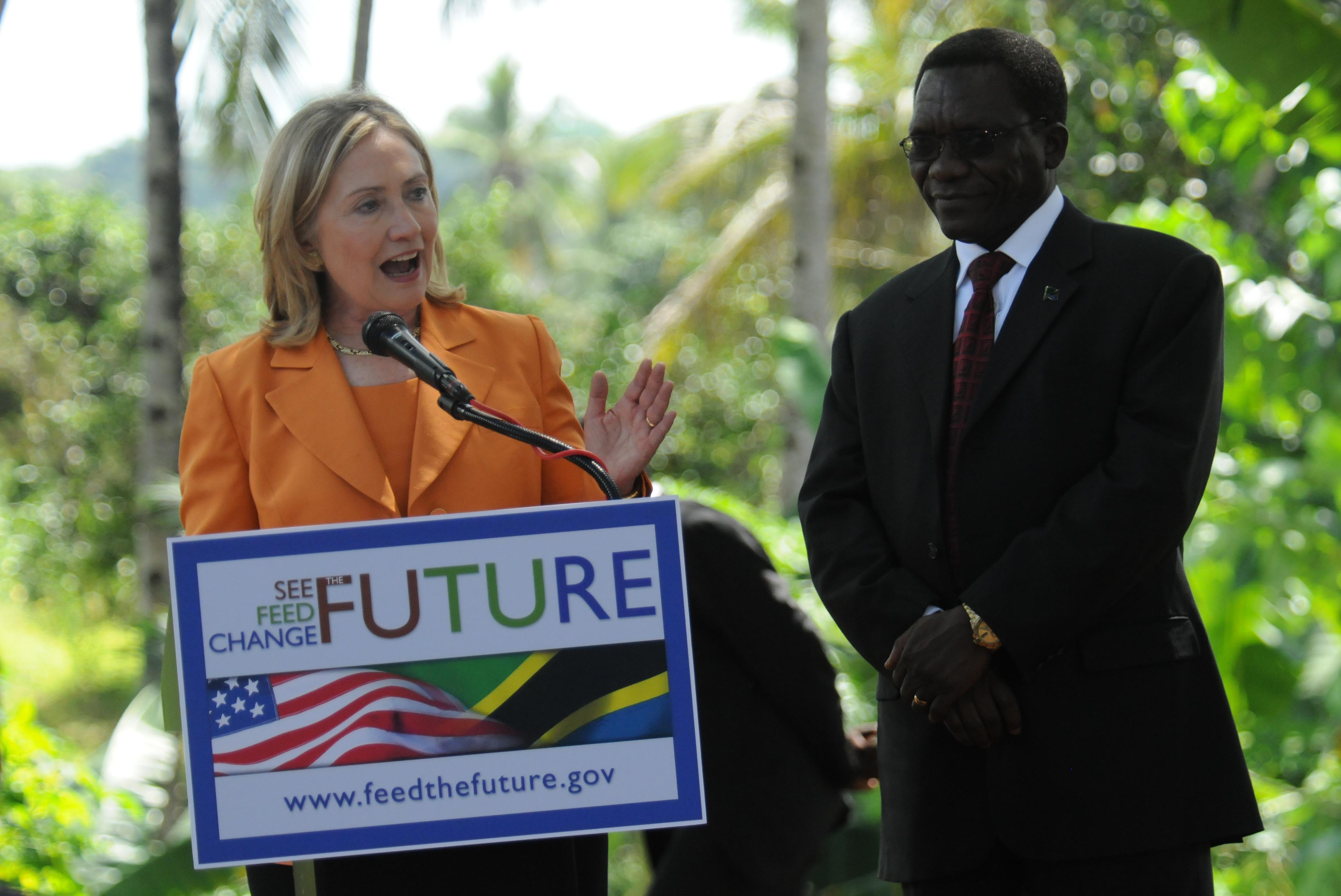
平达和美国国务卿希拉里·克林顿

2008年2月8日，在爱德华·洛瓦萨总理因腐败指控辞职后，平达被总统贾卡亚·基奎特提名为总理，同日在议会中获得279票赞成，两票反对，一票弃权，通过任命，2月9日正式就职。平达政府削减政府规模，将29个部长缩减为26个，31个副部长减少到21个。